# Malo Črnelo
Malo Črnelo je naselje v Občini Ivančna Gorica.
Omenjal ga je tudi muljavski rojak Josip Jurčič, pisec 1. slovenskega romana. V Malem Črnelu je cerkvica Svete Marjete. Je zelo stara cerkev z ostanki obzidja, ki je služil obrambi pred Turki. Ob tej vasici je tudi vas Veliko Črnelo. V Velikem Črnelu je Črnelski bajer (kot so ga domačini tudi poimenovali).